# Collinias vitiensis
Collinias vitiensis är en tvåvingeart som beskrevs av Frederick Arthur Godfrey Muir 1906. Collinias vitiensis ingår i släktet Collinias och familjen ögonflugor.
Artens utbredningsområde är Fiji. Inga underarter finns listade i Catalogue of Life.